# Камбоджійсько-японські відносини
Камбоджійсько-японські відносини - двосторонні відносини між Камбоджею та Японією . Японія має своє посольство в Пномпені. Камбоджа має посольство в Токіо.

## Історія
Японія залишається найбільшою країною-донором Камбоджі, надавши з 1992 офіційну допомогу з метою сталого розвитку в розмірі близько 1,2 млрд доларів США.
У 2006 уряди обох країн підписали угоду, в якій було передбачено економічну допомогу на суму 59 млн доларів США.